# Luca Vitali
Luca Vitali (San Giorgio di Piano, 9 maggio 1986) è un allenatore di pallacanestro ed ex cestista italiano, di ruolo playmaker.

## Biografia
È fratello maggiore di Michele, anch'egli cestista.

## Carriera

### Giocatore
Alto 201 cm per 85 kg, in campo gioca come play/guardia. È cresciuto nelle giovanili della Virtus Bologna dove è stato compagno di squadra di Marco Belinelli. Il 14 novembre 2011 si è accordato - con un contratto biennale - proprio con la Virtus Bologna.
Durante la stagione 2003-2004 si divide tra la FuturVirtus, con cui colleziona un paio di presenze in Campionato di Legadue, e la Montepaschi Siena, partecipando formalmente al primo scudetto della società toscana con 6 brevi apparizioni in regular season e 3 nei play-off. Vince inoltre gli scudetti juniores e Under-20.
Nel 2004-2005 milita invece stabilmente nella Virtus 1934, società bolognese di Serie B d'Eccellenza che aveva cercato (senza successo) di raccogliere l'eredità sportiva della vecchia Virtus Bologna. Qui gioca 30 partite a 11 punti di media.
In vista dell'annata 2005-2006 viene ingaggiato dalla Sutor Montegranaro. Nelle Marche Vitali si ferma tre stagioni, conquistando una storica promozione in Serie A al suo primo anno in gialloblu (9,1 punti di media in 30 partite) e un'altrettanto storica partecipazione ai play-off nella stagione 2007-2008 (da lui chiusa con 39 presenze e 10,3 punti di media). Per Luca e la Sutor arrivano anche due partecipazioni alle Final Eight di Coppa Italia.
Nell'estate 2008 approda all'Olimpia Milano (anche se la Sutor Montegranaro aveva provato invano a trattenerlo) firmando un contratto di tre anni. Il playmaker bolognese ha scelto la maglia numero 10. Luca ha anche scritto una lettera pubblica sul Corriere Adriatico per ringraziare tutti quelli che lo hanno aiutato a crescere e a superare le difficoltà
Nell'Armani ritrova Jobey Thomas. All'Olimpia Milano gioca 39 partite in campionato (7.4 punti a partita) e 13 in Eurolega (10.9 punti a partita).
Il 14 gennaio 2009 si impone alla ribalta dell'Eurolega, massima competizione europea per club, realizzando 32 punti nella partita decisiva ai fini della qualificazione alla fase successiva vinta dall'Olimpia Milano ad Atene contro il Panionios.
L'8 settembre 2009, al termine di un'estate travagliata, l'Olimpia Milano rescinde consensualmente il contratto, per firmare il giorno dopo un contratto quadriennale, con formula di due anni più due anni, con la Virtus Roma.
Nella stagione 2009-10 realizza 5.7 punti per incontro in 18 minuti di utilizzo. La Virtus Roma arriva 7º a fine stagione regolare e ai play-off viene eliminata con un secco 3-0 dalla Juvecaserta Basket.
Nel corso della stagione 2011-2012, iniziata senza un contratto, viene ingaggiato dalla Virtus Bologna, che prova ad impiegare il playmaker prevalentemente nel ruolo di guardia.
Il 15 settembre 2012 firma per la Vanoli Cremona. Dopo un inizio difficile, Vitali diventa il leader della squadra e con una serie di grandi prestazioni guida la compagine lombarda alla salvezza, ottenuta con parecchie giornate d'anticipo.
L'ottima stagione attira su Vitali l'attenzione di importanti squadre italiane, così il 13 luglio 2013 viene ufficializzato il suo passaggio all'ambiziosa Reyer Venezia per la stagione 2013-14..
Dopo una stagione caratterizzata da alti e bassi, Vitali torna alla Vanoli Cremona. Il 18 maggio 2015 firma con il Gran Canaria fino al termine della stagione.
Dopo l'esperienza in Spagna, nell'estate 2015 fa nuovamente ritorno alla Vanoli Cremona firmando un biennale. Il 10 giugno 2016 la società biancoblu comunica l'uscita dal contratto con il playmaker bolognese e con Marco Cusin.
Il 31 luglio 2016 si accorda per la stagione 2016-2017 con la Leonessa Brescia. L'11 dicembre seguente, nella partita di campionato tra Leonessa Brescia e Vanoli Cremona (sua ex squadra), stabilisce il nuovo record di assist nel campionato italiano in una singola partita (18). Il 22 gennaio 2017, nella partita contro Pesaro, eguaglia il suo precedente primato. Il 20 giugno 2018 rinnova con la squadra lombarda fino al 2022. Nonostante ciò, la sua ultima partita disputata con i bresciani è quella del 14 aprile 2021, valida per la 27ª giornata. Per alcuni mesi rimane fuori rosa, quindi nel gennaio 2022 rescinde con il club.
Svincolato, prosegue la stagione prima a Napoli (Serie A) approdandovi nel gennaio 2022, poi a maggio scende in Serie A2 alla Pallacanestro Cantù per disputare i soli play-off. Vitali non disputava la seconda serie nazionale dal 2005-2006, quando ancora vestiva la canotta di Montegranaro.
Nel gennaio 2023, a stagione in corso, va a rinforzare il roster della Blu Basket Treviglio, altra società lombarda di Serie A2 allenata in questo caso da Alessandro Finelli, già suo ex tecnico ai tempi di Montegranaro e della Virtus Bologna.

#### Nazionale
Ha fatto parte della Nazionale Under-18 (Europei a Saragozza, in Spagna nel 2004) e Under-20 (Europei a Mosca nel 2005 e a Izmir, in Turchia nel 2006).
Esordisce con la Nazionale maggiore il 23 dicembre 2006 nell'All Star Game a Torino, in un incontro amichevole tra l'Italia e una selezione dei migliori stranieri della Lega A, incontro che vedrà una netta affermazione dell'Italia. Pur avendo preso parte alla fase preparatoria agli Europei 2007, essendo stato convocato per varie amichevoli a Cagliari e Bormio, non fa della squadra che poi li ha effettivamente disputati. Viene nuovamente chiamato da Recalcati nel 2008. Anche con Pianigiani viene convocato in Nazionale e nel 2010 disputa il Qualifying Round per la qualificazione all'Eurobasket di Lituania. Nell'estate 2011 svolge tutta la preparazione per l'Europeo. Luca sarà l'ultimo taglio del coach prima della partenza per la Lituania. Nel 2012 partecipa alle qualificazioni per l'Europeo 2013.
L'estate seguente è tra i 12 componenti della Nazionale italiana all'EuroBasket 2013, partecipando così per la prima volta alla fase finale di una competizione europea senior. La miglior partita del torneo per Vitali è l'ultima del girone eliminatorio contro la Svezia, nella quale mette a segno 7 punti. L'Italia chiuderà la manifestazione ottava. Anche nell'estate 2014 si conferma uno dei fedelissimi di coach Pianigiani e partecipa a tutte le partite di qualificazione per Euro2015. Il 25 luglio 2014, in occasione dell'amichevole contro il Montenegro nel torneo di Skopje, taglia il traguardo delle 100 presenze con la Nazionale maggiore. Nel novembre 2019 annuncia il suo ritiro dalla nazionale..

### Allenatore
L'8 agosto 2025 entra nello staff tecnico di Pierluigi Brotto alla Vanoli Cremona, iniziando così la carriera di allenatore e facendo ritorno nella squadra biancoblù, con cui aveva già disputato tre stagioni da giocatore.

## Statistiche

### Cronologia presenze e punti in Nazionale
| Cronologia completa delle presenze e dei punti in Nazionale - Italia | Cronologia completa delle presenze e dei punti in Nazionale - Italia | Cronologia completa delle presenze e dei punti in Nazionale - Italia | Cronologia completa delle presenze e dei punti in Nazionale - Italia | Cronologia completa delle presenze e dei punti in Nazionale - Italia | Cronologia completa delle presenze e dei punti in Nazionale - Italia | Cronologia completa delle presenze e dei punti in Nazionale - Italia | Cronologia completa delle presenze e dei punti in Nazionale - Italia |
| Data                                                                 | Città                                                                | In casa                                                              | Risultato                                                            | Ospiti                                                               | Competizione                                                         | Punti                                                                | Note                                                                 |
| -------------------------------------------------------------------- | -------------------------------------------------------------------- | -------------------------------------------------------------------- | -------------------------------------------------------------------- | -------------------------------------------------------------------- | -------------------------------------------------------------------- | -------------------------------------------------------------------- | -------------------------------------------------------------------- |
| 23/12/2006                                                           | Torino                                                               | Italia                                                               | 96 - 73                                                              | World Stars                                                          | All Star Game                                                        | 6                                                                    | [ 23 ]                                                               |
| 02/06/2007                                                           | Bari                                                                 | Italia                                                               | 80 - 73                                                              | Croazia                                                              | Amichevole                                                           | 0                                                                    | [ 24 ]                                                               |
| 04/06/2007                                                           | Porto San Giorgio                                                    | Italia                                                               | 74 - 68                                                              | Slovacchia                                                           | Torneo amichevole                                                    | 0                                                                    | [ 25 ]                                                               |
| 06/06/2007                                                           | Porto San Giorgio                                                    | Italia                                                               | 88 - 78                                                              | Croazia                                                              | Torneo amichevole                                                    | 9                                                                    | [ 26 ]                                                               |
| 15/06/2007                                                           | Xiaolan                                                              | Cina                                                                 | 69 - 74                                                              | Italia                                                               | Torneo amichevole                                                    | 4                                                                    | [ 27 ]                                                               |
| 16/06/2007                                                           | Foshan                                                               | Italia                                                               | 70 - 68                                                              | Croazia                                                              | Torneo amichevole                                                    | 6                                                                    | [ 28 ]                                                               |
| 17/06/2007                                                           | Xinhui                                                               | Italia                                                               | 54 - 75                                                              | Australia                                                            | Torneo amichevole                                                    | 2                                                                    | [ 29 ]                                                               |
| 19/06/2007                                                           | Zhuhai                                                               | Cina                                                                 | 79 - 87                                                              | Italia                                                               | Torneo amichevole                                                    | 20                                                                   | [ 30 ]                                                               |
| 20/06/2007                                                           | Zhongshan                                                            | Italia                                                               | 64 - 63                                                              | Australia                                                            | Torneo amichevole                                                    | 12                                                                   | [ 31 ]                                                               |
| 21/06/2007                                                           | Guzhen                                                               | Italia                                                               | 91 - 97                                                              | Croazia                                                              | Torneo amichevole                                                    | 10                                                                   | [ 32 ]                                                               |
| 29/07/2007                                                           | Bormio                                                               | Italia                                                               | 77 - 59                                                              | Turchia                                                              | Amichevole                                                           | 4                                                                    | [ 33 ]                                                               |
| 31/07/2007                                                           | Bormio                                                               | Italia                                                               | 86 - 65                                                              | Austria                                                              | Torneo amichevole                                                    | 0                                                                    | [ 34 ]                                                               |
| 12/08/2007                                                           | Cagliari                                                             | Italia                                                               | 88 - 57                                                              | Rep. Ceca                                                            | Torneo amichevole                                                    | 0                                                                    | [ 35 ]                                                               |
| 27/07/2008                                                           | Bormio                                                               | Italia                                                               | 72 - 77                                                              | Israele                                                              | Amichevole                                                           | 2                                                                    | [ 36 ]                                                               |
| 29/07/2008                                                           | Bormio                                                               | Italia                                                               | 74 - 75                                                              | Polonia                                                              | Amichevole                                                           | 2                                                                    | [ 37 ]                                                               |
| 30/07/2008                                                           | Bormio                                                               | Italia                                                               | 90 - 75                                                              | Polonia                                                              | Torneo amichevole                                                    | 3                                                                    | [ 38 ]                                                               |
| 02/08/2008                                                           | Bormio                                                               | Italia                                                               | 76 - 62                                                              | Francia                                                              | Torneo amichevole                                                    | 6                                                                    | [ 39 ]                                                               |
| 05/08/2008                                                           | Bormio                                                               | Italia                                                               | 68 - 65                                                              | Francia                                                              | Amichevole                                                           | 9                                                                    | [ 40 ]                                                               |
| 13/08/2008                                                           | Cagliari                                                             | Italia                                                               | 70 - 57                                                              | Estonia                                                              | Torneo amichevole                                                    | 4                                                                    | [ 41 ]                                                               |
| 14/08/2008                                                           | Cagliari                                                             | Italia                                                               | 66 - 51                                                              | Belgio                                                               | Torneo amichevole                                                    | 3                                                                    | [ 42 ]                                                               |
| 15/08/2008                                                           | Cagliari                                                             | Italia                                                               | 83 - 74                                                              | Gran Bretagna                                                        | Torneo amichevole                                                    | 16                                                                   | [ 43 ]                                                               |
| 20/08/2008                                                           | Cagliari                                                             | Italia                                                               | 64 - 78                                                              | Serbia                                                               | Qual. Euro 2009                                                      | 4                                                                    | [ 44 ]                                                               |
| 23/08/2008                                                           | Szolnok                                                              | Ungheria                                                             | 68 - 64                                                              | Italia                                                               | Qual. Euro 2009                                                      | 0                                                                    | [ 45 ]                                                               |
| 30/08/2008                                                           | Sofia                                                                | Bulgaria                                                             | 81 - 80                                                              | Italia                                                               | Qual. Euro 2009                                                      | 12                                                                   | [ 46 ]                                                               |
| 14/07/2009                                                           | Bormio                                                               | Italia                                                               | 64 - 63                                                              | Rep. Ceca                                                            | Amichevole                                                           | 0                                                                    | [ 47 ]                                                               |
| 16/07/2009                                                           | Bormio                                                               | Italia                                                               | 85 - 49                                                              | Svezia                                                               | Torneo amichevole                                                    | 3                                                                    | [ 48 ]                                                               |
| 17/07/2009                                                           | Bormio                                                               | Italia                                                               | 67 - 63                                                              | Senegal                                                              | Torneo amichevole                                                    | 2                                                                    | [ 49 ]                                                               |
| 26/07/2009                                                           | Trento                                                               | Italia                                                               | 88 - 70                                                              | Nuova Zelanda                                                        | Torneo amichevole                                                    | 3                                                                    | [ 50 ]                                                               |
| 27/07/2009                                                           | Trento                                                               | Italia                                                               | 83 - 72                                                              | Portogallo                                                           | Torneo amichevole                                                    | 7                                                                    | [ 51 ]                                                               |
| 05/08/2009                                                           | Cagliari                                                             | Italia                                                               | 77 - 80 dts                                                          | Francia                                                              | Qual. Euro 2009                                                      | 6                                                                    | [ 52 ]                                                               |
| 11/08/2009                                                           | Vantaa                                                               | Finlandia                                                            | 75 - 77                                                              | Italia                                                               | Qual. Euro 2009                                                      | 0                                                                    | [ 53 ]                                                               |
| 20/08/2009                                                           | Porto San Giorgio                                                    | Italia                                                               | 89 - 95                                                              | Finlandia                                                            | Qual. Euro 2009                                                      | 9                                                                    | [ 54 ]                                                               |
| 09/07/2010                                                           | Bormio                                                               | Italia                                                               | 88 - 46                                                              | Ungheria                                                             | Torneo amichevole                                                    | 8                                                                    | [ 55 ]                                                               |
| 11/07/2010                                                           | Bormio                                                               | Italia                                                               | 78 - 41                                                              | Iran                                                                 | Torneo amichevole                                                    | 3                                                                    | [ 56 ]                                                               |
| 17/07/2010                                                           | Firenze                                                              | Italia                                                               | 88 - 76                                                              | Polonia                                                              | Torneo amichevole                                                    | 4                                                                    | [ 57 ]                                                               |
| 18/07/2010                                                           | Firenze                                                              | Italia                                                               | 83 - 84                                                              | Bulgaria                                                             | Torneo amichevole                                                    | 3                                                                    | [ 58 ]                                                               |
| 24/07/2010                                                           | Parenzo                                                              | Croazia                                                              | 89 - 72                                                              | Italia                                                               | Amichevole                                                           | 3                                                                    | [ 59 ]                                                               |
| 25/07/2010                                                           | Pola                                                                 | Croazia                                                              | 80 - 71                                                              | Italia                                                               | Amichevole                                                           | 2                                                                    | [ 60 ]                                                               |
| 02/08/2010                                                           | Bari                                                                 | Italia                                                               | 71 - 79                                                              | Israele                                                              | Qual. Euro 2011                                                      | 6                                                                    | [ 61 ]                                                               |
| 05/08/2010                                                           | Riga                                                                 | Lettonia                                                             | 69 - 68                                                              | Italia                                                               | Qual. Euro 2011                                                      | 0                                                                    | [ 62 ]                                                               |
| 08/08/2010                                                           | Bari                                                                 | Italia                                                               | 82 - 73                                                              | Finlandia                                                            | Qual. Euro 2011                                                      | 2                                                                    | [ 63 ]                                                               |
| 11/08/2010                                                           | Bijelo Polje                                                         | Montenegro                                                           | 71 - 62                                                              | Italia                                                               | Qual. Euro 2011                                                      | 0                                                                    | [ 64 ]                                                               |
| 17/08/2010                                                           | Tel Aviv                                                             | Israele                                                              | 76 - 81                                                              | Italia                                                               | Qual. Euro 2011                                                      | 0                                                                    | [ 65 ]                                                               |
| 20/08/2010                                                           | Bari                                                                 | Italia                                                               | 109 - 93                                                             | Lettonia                                                             | Qual. Euro 2011                                                      | 0                                                                    | [ 66 ]                                                               |
| 23/08/2010                                                           | Vantaa                                                               | Finlandia                                                            | 83 - 85                                                              | Italia                                                               | Qual. Euro 2011                                                      | 0                                                                    | [ 67 ]                                                               |
| 26/08/2010                                                           | Bari                                                                 | Italia                                                               | 72 - 71                                                              | Montenegro                                                           | Qual. Euro 2011                                                      | 0                                                                    | [ 68 ]                                                               |
| 29/07/2011                                                           | Bormio                                                               | Italia                                                               | 89 - 70                                                              | Macedonia                                                            | Torneo amichevole                                                    | 0                                                                    | [ 69 ]                                                               |
| 30/07/2011                                                           | Bormio                                                               | Italia                                                               | 80 - 74                                                              | Bulgaria                                                             | Torneo amichevole                                                    | 5                                                                    | [ 70 ]                                                               |
| 06/08/2011                                                           | Nicosia                                                              | Italia                                                               | 71 - 67                                                              | Russia                                                               | Torneo amichevole                                                    | 9                                                                    | [ 71 ]                                                               |
| 07/08/2011                                                           | Nicosia                                                              | Italia                                                               | 88 - 72                                                              | Polonia                                                              | Torneo amichevole                                                    | 7                                                                    | [ 72 ]                                                               |
| 12/08/2011                                                           | Rimini                                                               | Italia                                                               | 57 - 58                                                              | Bosnia ed Erzegovina                                                 | Torneo amichevole                                                    | 4                                                                    | [ 73 ]                                                               |
| 13/08/2011                                                           | Rimini                                                               | Italia                                                               | 67 - 61                                                              | Polonia                                                              | Torneo amichevole                                                    | 0                                                                    | [ 74 ]                                                               |
| 14/08/2011                                                           | Rimini                                                               | Italia                                                               | 82 - 73                                                              | Grecia                                                               | Torneo amichevole                                                    | 0                                                                    | [ 75 ]                                                               |
| 23/08/2011                                                           | Atene                                                                | Italia                                                               | 74 - 71                                                              | Bulgaria                                                             | Torneo Acropolis 2011                                                | 0                                                                    | [ 76 ]                                                               |
| 24/08/2011                                                           | Atene                                                                | Italia                                                               | 102 - 63                                                             | BYU Cougars                                                          | Torneo Acropolis 2011                                                | 2                                                                    | [ 77 ]                                                               |
| 25/08/2011                                                           | Atene                                                                | Grecia                                                               | 81 - 82                                                              | Italia                                                               | Torneo Acropolis 2011                                                | 0                                                                    | [ 78 ]                                                               |
| 25/07/2012                                                           | Trento                                                               | Italia                                                               | 79 - 71                                                              | Finlandia                                                            | Torneo amichevole                                                    | 2                                                                    | [ 79 ]                                                               |
| 26/07/2012                                                           | Trento                                                               | Italia                                                               | 84 - 81                                                              | Bosnia ed Erzegovina                                                 | Torneo amichevole                                                    | 0                                                                    | [ 80 ]                                                               |
| 27/07/2012                                                           | Trento                                                               | Italia                                                               | 84 - 73                                                              | Montenegro                                                           | Torneo amichevole                                                    | 0                                                                    | [ 81 ]                                                               |
| 03/08/2012                                                           | Danzica                                                              | Italia                                                               | 87 - 85                                                              | Lettonia                                                             | Torneo amichevole                                                    | 2                                                                    | [ 82 ]                                                               |
| 04/08/2012                                                           | Danzica                                                              | Italia                                                               | 78 - 72                                                              | Montenegro                                                           | Torneo amichevole                                                    | 9                                                                    | [ 83 ]                                                               |
| 05/08/2012                                                           | Danzica                                                              | Polonia                                                              | 66 - 62                                                              | Italia                                                               | Torneo amichevole                                                    | 2                                                                    | [ 84 ]                                                               |
| 08/08/2012                                                           | Trieste                                                              | Italia                                                               | 78 - 70                                                              | Croazia                                                              | Amichevole                                                           | 0                                                                    | [ 85 ]                                                               |
| 09/08/2012                                                           | Parenzo                                                              | Croazia                                                              | 72 - 70                                                              | Italia                                                               | Amichevole                                                           | 0                                                                    | [ 86 ]                                                               |
| 15/08/2012                                                           | Sassari                                                              | Italia                                                               | 97 - 45                                                              | Portogallo                                                           | Qual. Euro 2013                                                      | 2                                                                    | [ 87 ]                                                               |
| 18/08/2012                                                           | Chomutov                                                             | Rep. Ceca                                                            | 53 - 63                                                              | Italia                                                               | Qual. Euro 2013                                                      | 0                                                                    | [ 88 ]                                                               |
| 21/08/2012                                                           | Sassari                                                              | Italia                                                               | 78 - 69                                                              | Turchia                                                              | Qual. Euro 2013                                                      | 0                                                                    | [ 89 ]                                                               |
| 24/08/2012                                                           | Minsk                                                                | Bielorussia                                                          | 63 - 84                                                              | Italia                                                               | Qual. Euro 2013                                                      | 0                                                                    | [ 90 ]                                                               |
| 30/08/2012                                                           | Coimbra                                                              | Portogallo                                                           | 70 - 82                                                              | Italia                                                               | Qual. Euro 2013                                                      | 0                                                                    | [ 91 ]                                                               |
| 02/09/2012                                                           | Trieste                                                              | Italia                                                               | 68 - 56                                                              | Rep. Ceca                                                            | Qual. Euro 2013                                                      | 0                                                                    | [ 92 ]                                                               |
| 05/09/2012                                                           | Kayseri                                                              | Turchia                                                              | 82 - 83                                                              | Italia                                                               | Qual. Euro 2013                                                      | 0                                                                    | [ 93 ]                                                               |
| 08/09/2012                                                           | Trieste                                                              | Italia                                                               | 83 - 58                                                              | Bielorussia                                                          | Qual. Euro 2013                                                      | 2                                                                    | [ 94 ]                                                               |
| 07/08/2013                                                           | Trento                                                               | Italia                                                               | 85 - 69                                                              | Georgia                                                              | Torneo amichevole                                                    | 4                                                                    | [ 95 ]                                                               |
| 08/08/2013                                                           | Trento                                                               | Italia                                                               | 67 - 64                                                              | Israele                                                              | Torneo amichevole                                                    | 0                                                                    | [ 96 ]                                                               |
| 09/08/2013                                                           | Trento                                                               | Italia                                                               | 76 - 65                                                              | Polonia                                                              | Torneo amichevole                                                    | 2                                                                    | [ 97 ]                                                               |
| 17/08/2013                                                           | Anversa                                                              | Belgio                                                               | 76 - 57                                                              | Italia                                                               | Torneo amichevole                                                    | 3                                                                    | [ 98 ]                                                               |
| 18/08/2013                                                           | Anversa                                                              | Italia                                                               | 74 - 78                                                              | Israele                                                              | Torneo amichevole                                                    | 0                                                                    | [ 99 ]                                                               |
| 19/08/2013                                                           | Anversa                                                              | Italia                                                               | 79 - 82                                                              | Polonia                                                              | Torneo amichevole                                                    | 0                                                                    | [ 100 ]                                                              |
| 22/08/2013                                                           | Capodistria                                                          | Italia                                                               | 89 - 73                                                              | Montenegro                                                           | Torneo amichevole                                                    | 3                                                                    | [ 101 ]                                                              |
| 24/08/2013                                                           | Capodistria                                                          | Slovenia                                                             | 92 - 84                                                              | Italia                                                               | Torneo amichevole                                                    | 0                                                                    | [ 102 ]                                                              |
| 28/08/2013                                                           | Atene                                                                | Italia                                                               | 79 - 82                                                              | Bosnia ed Erzegovina                                                 | Torneo Acropolis 2013                                                | 5                                                                    | [ 103 ]                                                              |
| 29/08/2013                                                           | Atene                                                                | Grecia                                                               | 79 - 65                                                              | Italia                                                               | Torneo Acropolis 2013                                                | 4                                                                    | [ 104 ]                                                              |
| 04/09/2013                                                           | Capodistria                                                          | Russia                                                               | 69 - 76                                                              | Italia                                                               | EuroBasket 2013 - 1ª fase a gironi                                   | 0                                                                    | [ 105 ]                                                              |
| 05/09/2013                                                           | Capodistria                                                          | Italia                                                               | 90 - 75                                                              | Turchia                                                              | EuroBasket 2013 - 1ª fase a gironi                                   | 5                                                                    | [ 106 ]                                                              |
| 07/09/2013                                                           | Capodistria                                                          | Italia                                                               | 62 - 44                                                              | Finlandia                                                            | EuroBasket 2013 - 1ª fase a gironi                                   | 0                                                                    | [ 107 ]                                                              |
| 08/09/2013                                                           | Capodistria                                                          | Grecia                                                               | 72 - 81                                                              | Italia                                                               | EuroBasket 2013 - 1ª fase a gironi                                   | 0                                                                    | [ 108 ]                                                              |
| 09/09/2013                                                           | Capodistria                                                          | Svezia                                                               | 79 - 82                                                              | Italia                                                               | EuroBasket 2013 - 1ª fase a gironi                                   | 7                                                                    | [ 109 ]                                                              |
| 12/09/2013                                                           | Lubiana                                                              | Slovenia                                                             | 84 - 77                                                              | Italia                                                               | EuroBasket 2013 - 2ª fase a gironi                                   | 0                                                                    | [ 110 ]                                                              |
| 14/09/2013                                                           | Lubiana                                                              | Croazia                                                              | 76 - 68                                                              | Italia                                                               | EuroBasket 2013 - 2ª fase a gironi                                   | 0                                                                    | [ 111 ]                                                              |
| 16/09/2013                                                           | Lubiana                                                              | Spagna                                                               | 81 - 86                                                              | Italia                                                               | EuroBasket 2013 - 2ª fase a gironi                                   | 3                                                                    | [ 112 ]                                                              |
| 19/09/2013                                                           | Lubiana                                                              | Lituania                                                             | 81 - 77                                                              | Italia                                                               | EuroBasket 2013 - Quarti                                             | 0                                                                    | [ 113 ]                                                              |
| 20/09/2013                                                           | Lubiana                                                              | Italia                                                               | 58 - 66                                                              | Ucraina                                                              | EuroBasket 2013 - Semifinale 5º-8º posto                             | 0                                                                    | [ 114 ]                                                              |
| 21/09/2013                                                           | Lubiana                                                              | Serbia                                                               | 76 - 64                                                              | Italia                                                               | EuroBasket 2013 - Finale 7º-8º posto                                 | 0                                                                    | [ 115 ]                                                              |
| 13/04/2014                                                           | Ancona                                                               | Italia                                                               | 76 - 59                                                              | World Stars                                                          | All Star Game                                                        | 5                                                                    | [ 116 ]                                                              |
| 10/07/2014                                                           | Trento                                                               | Italia                                                               | 91 - 59                                                              | Germania                                                             | Torneo amichevole                                                    | 5                                                                    | [ 117 ]                                                              |
| 11/07/2014                                                           | Trento                                                               | Italia                                                               | 74 - 58                                                              | Paesi Bassi                                                          | Torneo amichevole                                                    | 7                                                                    | [ 118 ]                                                              |
| 12/07/2014                                                           | Trento                                                               | Italia                                                               | 74 - 68                                                              | Belgio                                                               | Torneo amichevole                                                    | 0                                                                    | [ 119 ]                                                              |
| 18/07/2014                                                           | Sarajevo                                                             | Italia                                                               | 60 - 76                                                              | Montenegro                                                           | Torneo amichevole                                                    | 0                                                                    | [ 120 ]                                                              |
| 19/07/2014                                                           | Sarajevo                                                             | Bosnia ed Erzegovina                                                 | 70 - 75                                                              | Italia                                                               | Torneo amichevole                                                    | 8                                                                    | [ 121 ]                                                              |
| 20/07/2014                                                           | Sarajevo                                                             | Italia                                                               | 89 - 77                                                              | Bielorussia                                                          | Torneo amichevole                                                    | 6                                                                    | [ 122 ]                                                              |
| 25/07/2014                                                           | Skopje                                                               | Italia                                                               | 86 - 84                                                              | Montenegro                                                           | Torneo amichevole                                                    | 7                                                                    | [ 123 ]                                                              |
| 26/07/2014                                                           | Skopje                                                               | Macedonia                                                            | 56 - 63                                                              | Italia                                                               | Torneo amichevole                                                    | 3                                                                    | [ 124 ]                                                              |
| 27/07/2014                                                           | Skopje                                                               | Italia                                                               | 73 - 65                                                              | Polonia                                                              | Torneo amichevole                                                    | 6                                                                    | [ 125 ]                                                              |
| 03/08/2014                                                           | Trieste                                                              | Italia                                                               | 74 - 71                                                              | Canada                                                               | Torneo amichevole                                                    | 6                                                                    | [ 126 ]                                                              |
| 04/08/2014                                                           | Trieste                                                              | Italia                                                               | 99 - 71                                                              | Bosnia ed Erzegovina                                                 | Torneo amichevole                                                    | 4                                                                    | [ 127 ]                                                              |
| 05/08/2014                                                           | Trieste                                                              | Italia                                                               | 80 - 71                                                              | Serbia                                                               | Torneo amichevole                                                    | 6                                                                    | [ 128 ]                                                              |
| 13/08/2014                                                           | Mosca                                                                | Russia                                                               | 63 - 65                                                              | Italia                                                               | Qual. Euro 2015                                                      | 2                                                                    | [ 129 ]                                                              |
| 17/08/2014                                                           | Cagliari                                                             | Italia                                                               | 90 - 60                                                              | Svizzera                                                             | Qual. Euro 2015                                                      | 0                                                                    | [ 130 ]                                                              |
| 24/08/2014                                                           | Cagliari                                                             | Italia                                                               | 68 - 72                                                              | Russia                                                               | Qual. Euro 2015                                                      | 3                                                                    | [ 131 ]                                                              |
| 27/08/2014                                                           | Bellinzona                                                           | Svizzera                                                             | 65 - 80                                                              | Italia                                                               | Qual. Euro 2015                                                      | 3                                                                    | [ 132 ]                                                              |
| 30/07/2015                                                           | Trento                                                               | Italia                                                               | 64 - 52                                                              | Paesi Bassi                                                          | Torneo amichevole                                                    | 2                                                                    | [ 133 ]                                                              |
| 31/07/2015                                                           | Trento                                                               | Italia                                                               | 64 - 54                                                              | Austria                                                              | Torneo amichevole                                                    | 0                                                                    | [ 134 ]                                                              |
| 01/08/2015                                                           | Trento                                                               | Italia                                                               | 68 - 69                                                              | Germania                                                             | Torneo amichevole                                                    | 0                                                                    | [ 135 ]                                                              |
| 16/08/2015                                                           | Tbilisi                                                              | Georgia                                                              | 67 - 87                                                              | Italia                                                               | Torneo amichevole                                                    | 2                                                                    | [ 136 ]                                                              |
| 17/06/2016                                                           | Trento                                                               | Italia                                                               | 78 - 48                                                              | Rep. Ceca                                                            | Torneo amichevole                                                    | 0                                                                    | [ 137 ]                                                              |
| 18/06/2016                                                           | Trento                                                               | Italia                                                               | 87 - 58                                                              | Cina                                                                 | Torneo amichevole                                                    | 2                                                                    | [ 138 ]                                                              |
| 30/07/2017                                                           | Trento                                                               | Italia                                                               | 66 - 57                                                              | Paesi Bassi                                                          | Torneo amichevole                                                    | 7                                                                    | [ 139 ]                                                              |
| 09/08/2017                                                           | Cagliari                                                             | Italia                                                               | 74 - 68                                                              | Finlandia                                                            | Amichevole                                                           | 0                                                                    | [ 140 ]                                                              |
| 13/08/2017                                                           | Cagliari                                                             | Italia                                                               | 73 - 53                                                              | Turchia                                                              | Torneo amichevole                                                    | 2                                                                    | [ 141 ]                                                              |
| 24/11/2017                                                           | Torino                                                               | Italia                                                               | 75 - 70                                                              | Romania                                                              | Qual. Mondiali 2019                                                  | 7                                                                    | [ 142 ]                                                              |
| 26/11/2017                                                           | Zagabria                                                             | Croazia                                                              | 64 - 80                                                              | Italia                                                               | Qual. Mondiali 2019                                                  | 3                                                                    | [ 143 ]                                                              |
| 23/02/2018                                                           | Treviso                                                              | Italia                                                               | 80 - 62                                                              | Paesi Bassi                                                          | Qual. Mondiali 2019                                                  | 7                                                                    | [ 144 ]                                                              |
| 26/02/2018                                                           | Cluj-Napoca                                                          | Romania                                                              | 50 - 101                                                             | Italia                                                               | Qual. Mondiali 2019                                                  | 2                                                                    | [ 145 ]                                                              |
| 28/06/2018                                                           | Trieste                                                              | Italia                                                               | 72 - 78                                                              | Croazia                                                              | Qual. Mondiali 2019                                                  | 3                                                                    | [ 146 ]                                                              |
| 01/07/2018                                                           | Groninga                                                             | Paesi Bassi                                                          | 81 - 66                                                              | Italia                                                               | Qual. Mondiali 2019                                                  | 7                                                                    | [ 147 ]                                                              |
| 07/09/2018                                                           | Amburgo                                                              | Rep. Ceca                                                            | 87 - 80                                                              | Italia                                                               | Torneo amichevole                                                    | 6                                                                    | [ 148 ]                                                              |
| 08/09/2018                                                           | Amburgo                                                              | Germania                                                             | 62 - 71                                                              | Italia                                                               | Torneo amichevole                                                    | 5                                                                    | [ 149 ]                                                              |
| 14/09/2018                                                           | Bologna                                                              | Italia                                                               | 101 - 82                                                             | Polonia                                                              | Qual. Mondiali 2019                                                  | 0                                                                    | [ 150 ]                                                              |
| 17/09/2018                                                           | Debrecen                                                             | Ungheria                                                             | 63 - 69                                                              | Italia                                                               | Qual. Mondiali 2019                                                  | 3                                                                    | [ 151 ]                                                              |
| 22/02/2019                                                           | Varese                                                               | Italia                                                               | 75 - 41                                                              | Ungheria                                                             | Qual. Mondiali 2019                                                  | 4                                                                    | [ 152 ]                                                              |
| 25/02/2019                                                           | Klaipėda                                                             | Lituania                                                             | 86 - 73                                                              | Italia                                                               | Qual. Mondiali 2019                                                  | 4                                                                    | [ 153 ]                                                              |
| 30/07/2019                                                           | Trento                                                               | Italia                                                               | 88 - 60                                                              | Romania                                                              | Torneo amichevole                                                    | 2                                                                    | [ 154 ]                                                              |
| 31/07/2019                                                           | Trento                                                               | Italia                                                               | 69 - 58                                                              | Costa d'Avorio                                                       | Torneo amichevole                                                    | 0                                                                    | [ 155 ]                                                              |
| 08/08/2019                                                           | Verona                                                               | Italia                                                               | 111 - 54                                                             | Senegal                                                              | Torneo amichevole                                                    | 7                                                                    | [ 156 ]                                                              |
| 09/08/2019                                                           | Verona                                                               | Italia                                                               | 70 - 72                                                              | Russia                                                               | Torneo amichevole                                                    | 0                                                                    | [ 157 ]                                                              |
| 10/08/2019                                                           | Verona                                                               | Italia                                                               | 72 - 54                                                              | Venezuela                                                            | Torneo amichevole                                                    | 5                                                                    | [ 158 ]                                                              |
| 16/08/2019                                                           | Atene                                                                | Grecia                                                               | 83 - 63                                                              | Italia                                                               | Torneo Acropolis 2019                                                | 0                                                                    | [ 159 ]                                                              |
| 17/08/2019                                                           | Atene                                                                | Italia                                                               | 64 - 96                                                              | Serbia                                                               | Torneo Acropolis 2019                                                | 6                                                                    | [ 160 ]                                                              |
| 18/08/2019                                                           | Atene                                                                | Italia                                                               | 70 - 72                                                              | Turchia                                                              | Torneo Acropolis 2019                                                | 0                                                                    | [ 161 ]                                                              |
| 23/08/2019                                                           | Shenyang                                                             | Italia                                                               | 65 - 71                                                              | Serbia                                                               | Torneo amichevole                                                    | 0                                                                    | [ 162 ]                                                              |
| 25/08/2019                                                           | Shenyang                                                             | Italia                                                               | 80 - 82                                                              | Francia                                                              | Torneo amichevole                                                    | 2                                                                    | [ 163 ]                                                              |
| 26/08/2019                                                           | Anshan                                                               | Italia                                                               | 82 - 88                                                              | Nuova Zelanda                                                        | Torneo amichevole                                                    | 2                                                                    | [ 164 ]                                                              |
| 31/08/2019                                                           | Foshan                                                               | Italia                                                               | 108 - 62                                                             | Filippine                                                            | Mondiali 2019 - 1ª fase a gironi                                     | 2                                                                    | [ 165 ]                                                              |
| 02/09/2019                                                           | Foshan                                                               | Italia                                                               | 92 - 61                                                              | Angola                                                               | Mondiali 2019 - 1ª fase a gironi                                     | 0                                                                    | [ 166 ]                                                              |
| 04/09/2019                                                           | Foshan                                                               | Italia                                                               | 77 - 92                                                              | Serbia                                                               | Mondiali 2019 - 1ª fase a gironi                                     | 0                                                                    | [ 167 ]                                                              |
| 06/09/2019                                                           | Wuhan                                                                | Italia                                                               | 60 - 67                                                              | Spagna                                                               | Mondiali 2019 - 2ª fase a gironi                                     | 0                                                                    | [ 168 ]                                                              |
| 08/09/2019                                                           | Wuhan                                                                | Italia                                                               | 94 - 89 dts                                                          | Porto Rico                                                           | Mondiali 2019 - 2ª fase a gironi                                     | 0                                                                    | [ 169 ]                                                              |
| Totale                                                               |                                                                      | Presenze                                                             | 149                                                                  |                                                                      | Punti                                                                | 449                                                                  |                                                                      |

### Statistiche Campionato Italiano
Dati aggiornati al 21 settembre 2021
| Stagione        | Squadra                | Competizione    | Partite | Partite | Partite | Statistiche tiro | Statistiche tiro | Statistiche tiro | Altre statistiche | Altre statistiche | Altre statistiche | Altre statistiche | Altre statistiche |
| Stagione        | Squadra                | Competizione    | Pres.   | Titol.  | Minuti  | Tiri da 2        | Tiri da 3        | Liberi           | Rimb.             | Assist            | Rubate            | Stopp.            | Punti             |
| --------------- | ---------------------- | --------------- | ------- | ------- | ------- | ---------------- | ---------------- | ---------------- | ----------------- | ----------------- | ----------------- | ----------------- | ----------------- |
| 2003-2004       | Montepaschi Siena      | Serie A         | 21      | 9       | 19      | 1/4              | 2/4              | 2/3              | 2                 | 2                 | 3                 | 0                 | 10                |
| 2005-2006       | Premiata Montegranaro  | Legadue         | 43      | 43      | 1042    | 22/60            | 78/228           | 89/104           | 99                | 53                | 81                | 4                 | 367               |
| 2006-2007       | Premiata Montegranaro  | Serie A         | 34      | 33      | 679     | 12/35            | 46/118           | 54/63            | 72                | 53                | 42                | 2                 | 216               |
| 2007-2008       | Premiata Montegranaro  | Serie A         | 39      | 39      | 1018    | 45/97            | 57/177           | 141/164          | 97                | 119               | 67                | 5                 | 402               |
| 2008-2009       | Armani jeans Milano    | Serie A         | 39      | 39      | 912     | 35/89            | 50/153           | 68/80            | 74                | 84                | 50                | 4                 | 288               |
| 2009-2010       | Lottomatica Roma       | Serie A         | 26      | 25      | 456     | 12/35            | 26/68            | 41/50            | 43                | 40                | 22                | 3                 | 143               |
| 2010-2011       | Lottomatica Roma       | Serie A         | 22      | 20      | 285     | 11/39            | 14/37            | 13/18            | 27                | 27                | 16                | 1                 | 77                |
| 2011-2012       | Canadian Solar Bologna | Serie A         | 29      | 29      | 501     | 28/66            | 16/72            | 26/29            | 55                | 29                | 12                | 2                 | 130               |
| 2012-2013       | Vanoli Cremona         | Serie A         | 27      | 27      | 757     | 71/142           | 28/62            | 133/154          | 102               | 117               | 29                | 7                 | 359               |
| 2013-2014       | Reyer Venezia          | Serie A         | 29      | 29      | 812     | 61/147           | 21/73            | 108/126          | 97                | 113               | 23                | 0                 | 293               |
| 2014-2015       | Vanoli Cremona         | Serie A         | 27      | 27      | 852     | 59/122           | 36/95            | 111/127          | 152               | 153               | 29                | 2                 | 337               |
| 2015-2016       | Vanoli Cremona         | Serie A         | 14      | 14      | 441     | 21/42            | 10/57            | 40/46            | 63                | 65                | 21                | 2                 | 112               |
| 2016-2017       | Germani Brescia        | Serie A         | 30      | 29      | 994     | 41/85            | 33/98            | 74/90            | 111               | 213               | 30                | 2                 | 255               |
| 2017-2018       | Germani Brescia        | Serie A         | 37      | 37      | 1073    | 36/103           | 47/135           | 65/75            | 112               | 214               | 39                | 4                 | 278               |
| 2018-2019       | Germani Brescia        | Serie A         | 24      | 24      | 649     | 36/57            | 34/89            | 38/49            | 64                | 139               | 20                | 1                 | 212               |
| 2019-2020       | Germani Brescia        | Serie A         | 20      | 19      | 487     | 34/72            | 18/47            | 23/26            | 49                | 131               | 10                | 0                 | 145               |
| 2020-2021       | Germani Brescia        | Serie A         | 24      | 5       | 516     | 39/69            | 16/60            | 20/22            | 39                | 117               | 16                | 1                 | 146               |
| Totale carriera | Totale carriera        | Totale carriera | 485     | 448     | 11493   | 602/1264         | 532/1573         | 1046/1226        | 1258              | 1669              | 510               | 40                | 3770              |

## Palmarès
- Campionato italiano: 1

Siena: 2003-04